# Вчерашнев, Сергей Георгиевич
Сергей Георгиевич Вчерашнев (11 апреля 1959 года — 1 декабря 1980 года) — рядовой, Механик-водитель танка 177-го мотострелкового полка (место дислокации — Джабаль Ус-Сарадж — перевал Саланг, провинция Парван). Один из воинов-героев 108-й Краснознамённой Невельской мотострелковой дивизии, которому за подвиг, совершённый на Афганской войне (1979—1989), было присвоено высшее звание Героя Российской Федерации.

## Биография
Родился 11 апреля 1959 года в посёлке Горняцкий Белокалитвинского района Ростовской области. Русский. Обучался в средней школе № 8 поселка Шолоховский. Учился в Шахтинском горном техникуме, затем работал на шахте «Шолоховская-Восточная».

## Служба в Советской Армии
Призван в армию 5 мая 1979 года Белокалитвинским РВК.
В Афганистане с января 1980 года. Проходил службу в 177-м мотострелковом полку 108-й Краснознамённой Невельской мотострелковой дивизии 40-й Армии Краснознамённого Туркестанского округа Ограниченного контингента Советских войск в Афганистане в в/ч п. п. 51863, механик-водитель танка.

## Подвиг и память
При выполнении боевого задания командования героически погиб 1 декабря 1980 года.
Указом Президента Российской Федерации от 7 апреля 1994 года — «За мужество и героизм, проявленные при исполнении воинского долга в республике Афганистан», ему было присвоено звание Героя Российской Федерации (посмертно).
Данным Указом в отношении Вчерашнева, Сергея Георгиевича, погибшего при спасении своих боевых товарищей была восстановлена историческая справедливость.
Похоронен в поселке Шолоховский Белокалитвинского района.

## Награды
- Герой Российской Федерации (7 апреля 1994, посмертно) — за мужество и героизм, проявленные при исполнении воинского долга в республике Афганистан[1]; медаль «Золотая Звезда» № 72
- Орден Красного Знамени (посмертно)
- Медаль «Воину-интернационалисту от благодарного афганского народа» (посмертно)